# Harry and Tonto
Harry and Tonto és una pel·lícula estatunidenca dirigida per Paul Mazursky i estrenada el 1974.

## Argument
Harry és vidu i amb 70 anys. Viu reclús amb el seu gat Tonto a Nova York. Però són expulsats. Marxa a viure llavors amb el seu fill Burt. Acaba molestant i decideix llavors reunir-se amb la seva filla Shirley a Chicago amb el seu fidel gat.

## Repartiment
- Art Carney com Harry Coombes
- René Enríquez com Jesus
- Herbert Berghof com Jacob Rivetowski
- Michael McCleery com Mugger
- Avon Long com Leroy
- Rashel Novikoff com Mrs. Rothman
- Philip Bruns com Burt Coombes
- Cliff De Young com Burt Coombes Jr.
- Josh Mostel com Norman Coombes
- Arthur Hunnicutt com Wade Carlton

## Premis i nominacions

### Premis
- 1975: Oscar al millor actor per a Art Carney
- 1975: Globus d'Or al millor actor musical o còmic per a Art Carney

### Nominacions
- 1975: Oscar al millor guió original per a Paul Mazursky i Josh Greenfeld
- 1975: Globus d'Or a la millor pel·lícula musical o còmica